# Schloss Wrangelsburg

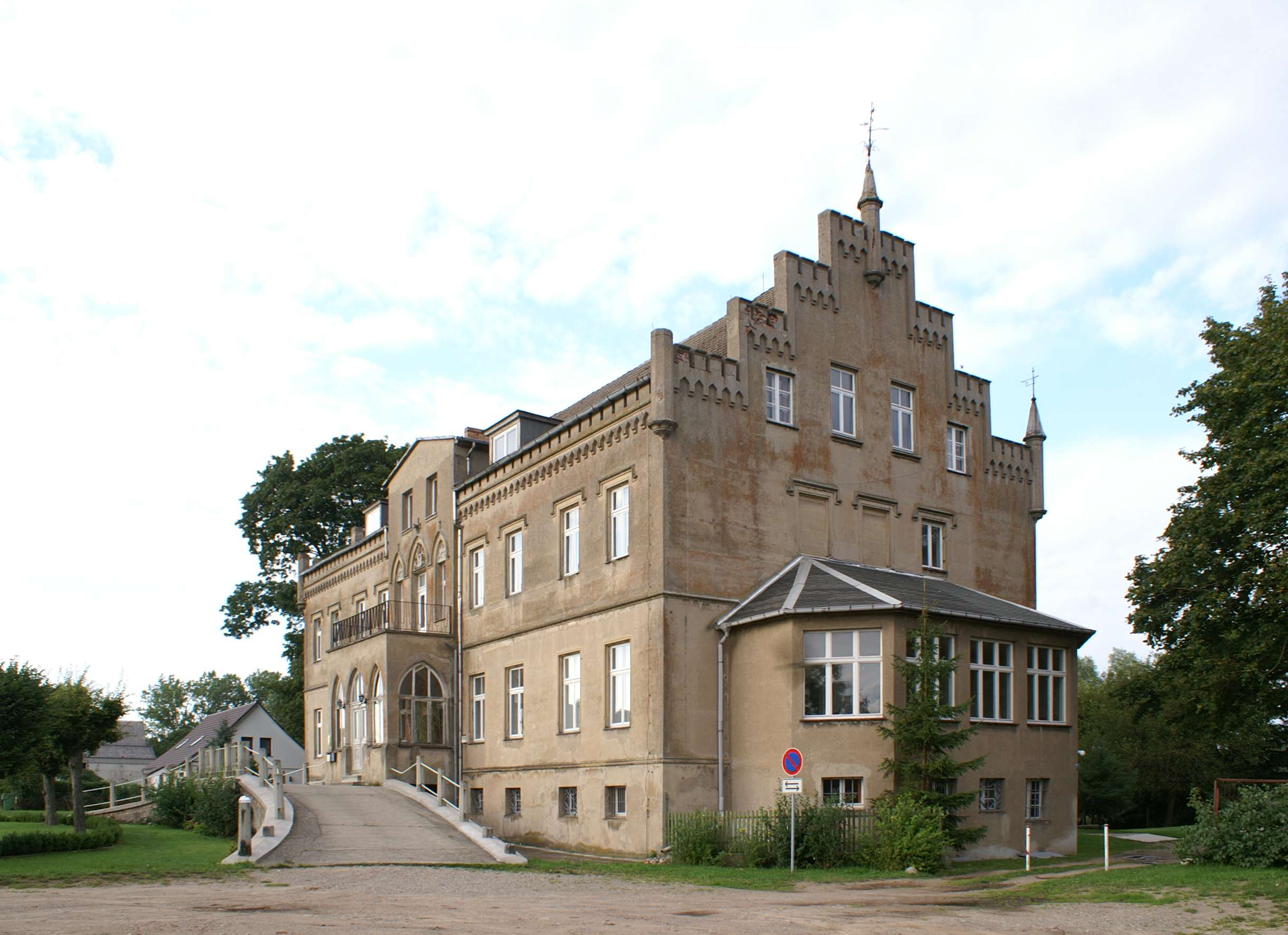
Schloss Wrangelsburg, augusti 2007.

Schloss Wrangelsburg är en herrgård i kommunen (Gemeinde) Wrangelsburg i Tyskland. Det ligger sydöst om Greifswald i Landkreis Vorpommern-Greifswald. På resterna av ursprungsbyggnaden lät Carl Gustav Wrangel  mellan 1652 och 1664 uppföra ett barockslott efter ritningarna av arkitekt Caspar Vogel.  Nuvarande anläggning byggdes på 1880-talet.

## Historik

### Wrangels tid

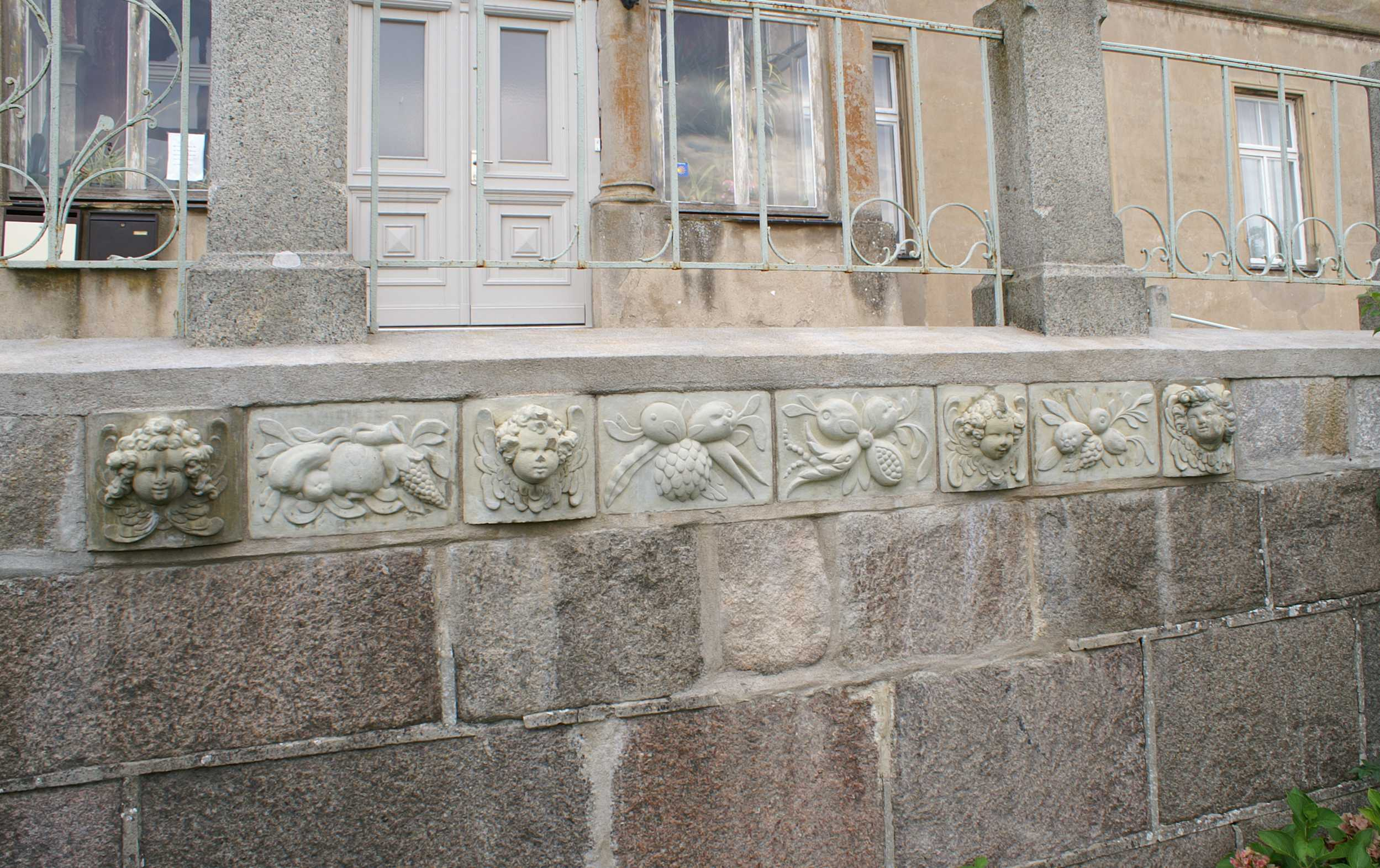
Bevarade putti från Wrangels tid.

Platsen är känd som ”Vorwerk” sedan 1426. Omkring 1600 byggdes ett renässansslott, som förstördes under trettioåriga kriget. År 1643 kom egendomen ”Vorwerk” i dåvarande Svenska Pommern under familjen Wrangels ägo.  Byggnaden var förfallen och på resterna lät Carl Gustaf Wrangel uppföra ett nytt slott. Som arkitekt anlitade han byggmästaren Caspar Vogel från Erfurt. Det är trolig att han  samtidigt även stod som arkitekt för Skoklosters slott vid Mälaren i Sverige. Om så var fallet reviderades de ursprungliga ritningarna kraftigt av den svenske arkitekten Nicodemus Tessin d.ä.omkring 1654 med de polskinfluerade åttkantiga tornen efter Wrangels önskan och med den mera tidsenliga linjerustiken på alla ytterfasaderna.  
Den befintliga byggnaden på Vorverk/Wrangelsburg utökades med två flyglar. Enligt flera synehandlingar från 16- och 1700-talet fanns en kringbyggd borggård med korridorer mot denna. Huvudbyggnaden avslutades mot den trelängade förborgen av två mindre torn. Slottsholmen var kringfluten. Från trapptornet förde portar ut till en stor takbalustrad. Även förborgen var prydd av balustrader. En planritning i Skoklosters slotts samlingar har identifierats som Wrangelsburg. Denna byggnad har visserligen ett stort torn men inte de karakteristiska korridorerna omkring borggården och anges ligga i en vattengrav separerad från förborgen. I verkligheten låg både högslottet och förborgen på en holme enligt den svenska Matrikelkartan från 1691. Ritningen kan avse ett tidigare projekt men återger nog en annan tysk byggnad som ägts av ätterna Wrangel eller Brahe.Taken täcktes med glaserade takpannor från Holland och huset utrustades med vattenledningar. Vattnet hämtades från en närbelägen källa och magasinerades på husets vind, därifrån gick ledningar till vissa rum och till en fontän i trädgården. För stuckarbeten engagerade Wrangel Antonius Lohr och hans medarbetare Nils Eriksson. Eriksson ansvarade senare för stucktaken på Skoklosters slott. Wrangel nyttjade slottet bara några år. Han uppehöll sig huvudsakligen på slott Spyker på Rügen, där han även avled 1676.

### Efter Wrangel

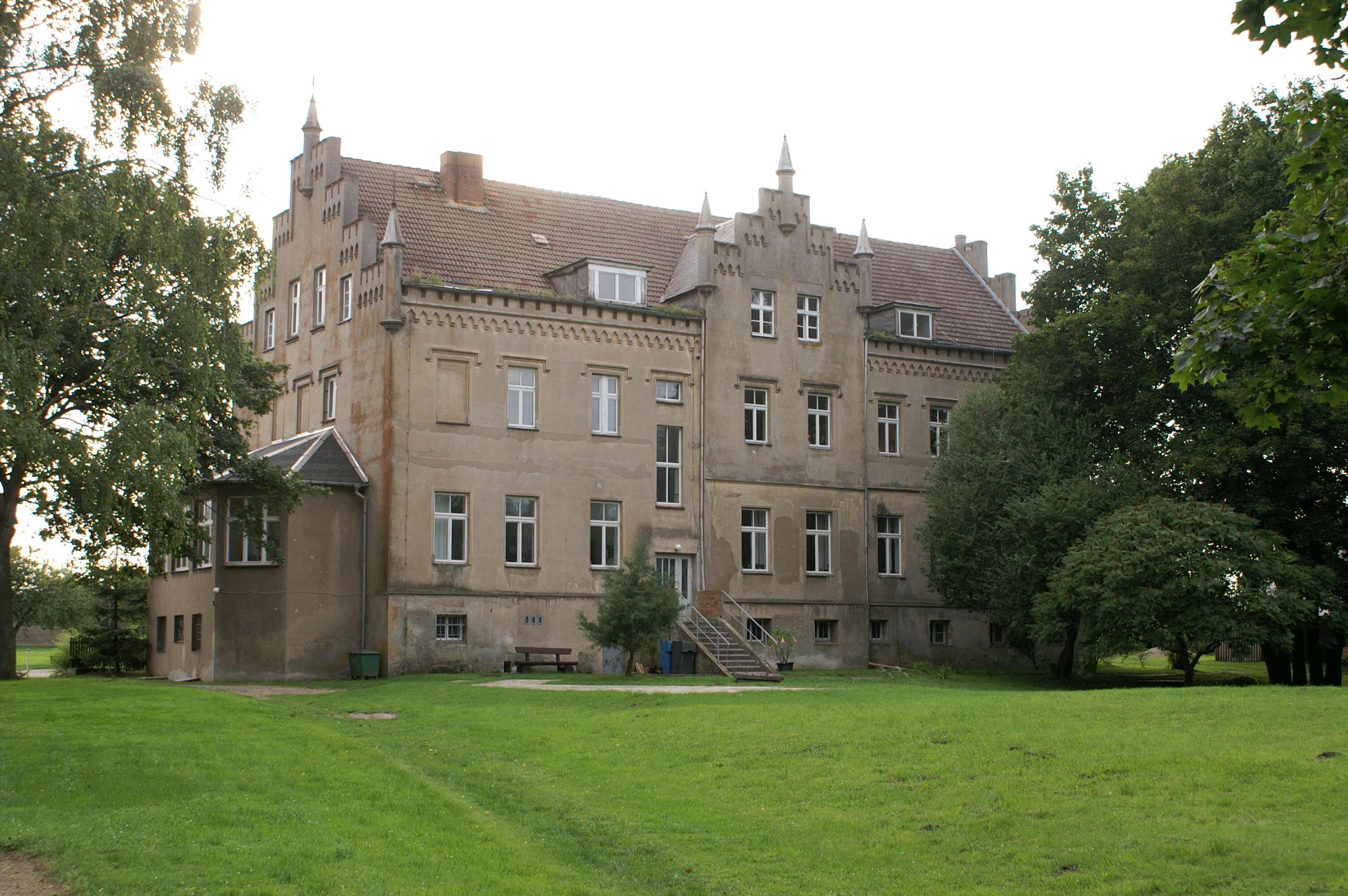
Fasad mot parken.

Under Skånska kriget (1675-1679) skadades byggnaden och en brand 1686 förvärrade situationen ännu mer. Wrangels arvingar lät bli att reparera byggnaden, som sedermera bytte ägare ett flertal gånger. Slottet förvärvades omkring 1880 av spannmålshandlaren August Wilhelm Homeyer (1865 adlad Carl Leopold von Homeyer). Han lät riva den gamla Wrangelborgen och uppföra nuvarande herrgården som innehåller 28 rum på en yta av 1360 m². Från Wrangels tid finns bara några  puttihuvuden och två skulpturer bevarade. Den nya byggnaden utfördes i nygotisk stil med trappgavlar och ett centralt anordnat torn (numera rivet).
Efter andra världskriget inhystes den sovjetiska militäradministrationen i byggnaden och fram till 1958 fanns här ett vårdhem och därefter ett barnhem. År 1999 förvärvades slottet av  kommunen Wrangelsburg, som här har sin förvaltning. Godsets ekonomibyggnader finns delvis bevarade, likaså parkanläggningen.

## Försäljning
År 2011 beslöt kommunen Wrangelsburg att sälja herrgården och parken. Kommunen kunde inte finansiera alla nödvändiga restaurerings- och renoveringsarbetena. Under några år hade huset stått tomt. År 2012 kom anläggningen ut till försäljning för 120 000 euro, och energikoncernen  "EWE Oldenburg" blev köparen. En renovering och sanering av byggnaden beräknas kosta 3,5 miljoner euro.